# 5018 Tenmu
5018 Tenmu eller 1977 DY8 är en asteroid i huvudbältet som upptäcktes den 19 februari 1977 av de båda japanska astronomerna Hiroki Kōsai och Kiichirō Furukawa vid Kiso-observatoriet i Japan. Den är uppkallad efter den japanske kejsaren Tenmu.
Asteroiden har en diameter på ungefär 3 kilometer.